# Cypa pallens
Cypa pallens is een vlinder uit de familie van de pijlstaarten (Sphingidae). De wetenschappelijke naam van de soort is voor het eerst geldig gepubliceerd in 1926 door Heinrich Ernst Karl Jordan.